# Nesbanebdjed III
Pour les articles homonymes, voir Nesbanebdjed.
Nesbanebdjed III (appelé aussi Smendès III par syncrétisme avec Smendès, nom donné par Manéthon à Nesbanebdjed Ier) est le troisième fils d'Osorkon Ier et Tashedkhonsou. Il est grand prêtre d'Amon à Thèbes semble-t-il après son frère Iouwelot pendant le règne de son autre frère Takélot Ier.

## Attestations
Nesbanebdjed III est connu par trois inscriptions nilométriques à Karnak datées d'un roi non nommé. En plus de ces inscriptions, une palette de scribe conservée au Metropolitan Museum of Art (47.123a-g), inscrite pour un grand prêtre d'Amon Nesbanebdjed, lui appartient plus probablement qu'à Nesbanebdjed II. Une statuette en bronze agenouillée d'un grand prêtre d'Amon Smendès exposée au Musée royal de Mariemont (réf. B242) ne peut être attribuée avec certitude à l'un ou à l'autre des deux prêtres homonymes.

## Généalogie
Il est le fils d'Osorkon Ier et Tashedkhonsou, le frère de ses prédécesseurs Sheshonq et Iouwelot et du roi Takélot Ier. Il est le père d'un général Osorkon et de son épouse Tentamon vivant à Héracléopolis ainsi que d'un certain Osork, grand prêtre à Hermopolis.

## Biographie
Il est grand prêtre d'Amon à Thèbes à la suite de ses frères Sheshonq et Iouwelot, à moins qu'il n'ait été grand prêtre avant Iouwelot (l'ordre de succession de ces deux grands prêtres n'est pas encore tout à fait clair). Il est connu par des inscriptions nilométriques à Karnak qui ne mentionnent jamais le roi régnant, comme celles de son frère Iouwelot. Si l'année de règne de l'une de ces inscriptions est perdue, les deux autres sont datées d'un an VIII et d'un an XIII ou XIV. L'une des inscriptions de Iouwelot date d'un an V. Si ces années se rapportent au même roi (probablement Takélot Ier pour l'an XIV), cela confirmerait la succession Iouwelot puis Nesbanebdjed III, sinon (l'an V de Iouwelot pourrait appartenir à l'un des deux Sheshonq de la période - Sheshonq IIa et Sheshonq IIb), de plus amples informations seront nécessaires pour pouvoir trancher.
De plus, ces inscriptions nilométriques datant d'un roi non nommé pourraient indiquer un problème de succession des rois bubastites. Du fait de la position de ses enfants à Hermopolis et Héracléopolis, Nesbanebdjed devait avoir une certaine influence dans une bonne partie de la Haute et la Moyenne-Égypte, peut-être au détriment du roi bubastite.
Le grand prêtre d'Amon nommé ...dou..., fils d'Horsaïset Ier, est nommé à ce poste par son père. Or, ce dernier, roi de Thèbes, a passé incontestablement une partie de son règne (ou tout son règne ?) en parallèle de celui d'Osorkon II, le fils de Takélot Ier, tandis que Nimlot II (fils d'Osorkon II) semble être grand prêtre plus tardivement dans le règne de son père. Ainsi, le successeur de Nesbanebdjed III (ou de Iouwelot) au poste de grand prêtre d'Amon semble être plutôt ...dou... que Nimlot II.